# Anne-Sophie Pic
Anne-Sophie Pic (Valence, 12 de julio de 1969) es una cocinera francesa. En febrero de 2007 recibió tres estrellas Michelin por su trabajo en la Maison Pic, restaurante familiar de tradición centenaria sito en Valence, departamento de Drôme, entre Lyon y Aviñón.
Chef autodidacta, obtuvo un título en administración de empresas en la década de 1990, y tras unos breves trabajos para la casa de Yves Saint Laurent y Moët & Chandon, volvió a su natal Valence donde, tras el fallecimiento de su padre, retomó el negocio familiar, la Maison Pic.
La Maison Pic había sido fundado por su bisabuela Sophie Sahy, casada con el terrateniente Eugène Pic, en 1889. Su abuelo André recibió por primera vez las tres estrellas Michelin en 1934, y su padre Jacques lo obtuvo durante diecinueve años, desde 1973 hasta su fallecimiento en 1992.
El hijo varón, Alain Pic, se retiró del negocio familiar. Y Anne-Sophie acabó, tras pasar por todos los puestos en su restaurante, tomando las riendas del negocio. 
Anne-Sophie Pic recibió las tres estrellas de la Guía Michelin en febrero de 2007, siendo la primera chef femenina de Francia en recibir dicha calificación en 56 años.